# Escuela para Jóvenes Mujeres Líderes Ann Richards

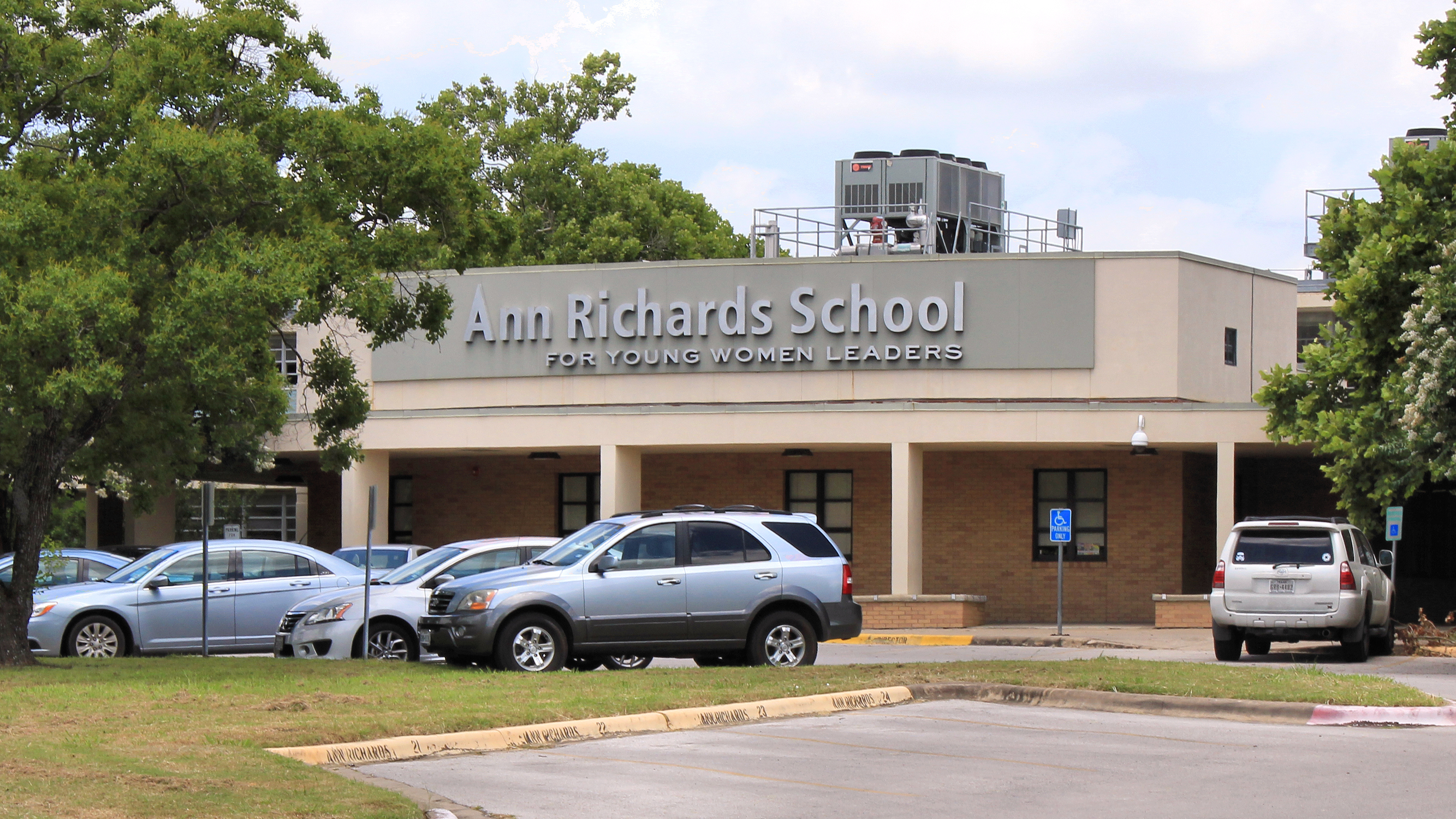
Antiguo edificio

La Escuela para Jóvenes Mujeres Líderes Ann Richards (Ann Richards School for Young Women Leaders o ARS) es una escuela secundaria-preparatoria (middle school/high school) para niñas en Austin, Texas. Como parte del Distrito Escolar Independiente de Austin (AISD por sus siglas en inglés), la escuela fue nombrado después de ex-Gobernadora de Texas Ann Richards. Ella aumentó la financiación de las escuelas públicas de Texas mediante el establecimiento de la Lotería de Texas y el sistema de financiamiento a la educación Robin Hood. ARS es la primera escuela solamente para niñas en AISD.
La escuela se abrió en 2007 con una clase de estudiantes del sexto grado. Desde 2013 tenía 680 estudiantes de los grados 6 a 12. 60% de las estudiantes eran de familias de bajos ingresos, y menos de 75% de las estudiantes eran hispanos o afroamericanos. En 2013 la primera clase de estudiantes, la Clase de 2013, se graduó de la escuela preparatoria.
En ARS, el deporte más destacado es el voleibol.